# 雜裾垂髾服

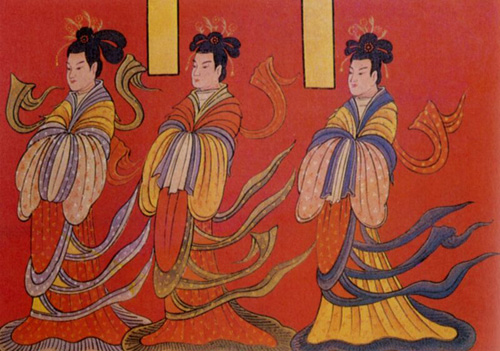
《列女古賢圖》局部梳十字髻佩黃金頭飾，身穿雜裾的女子。

雜裾垂髾服（韋氏拼音：tsa2-chü1 chʻui2-shao1 fu2）是中國魏晉南北朝時期流行的女子服飾，又稱袿衣。並傳至高句麗。

## 背景與由來
南北朝是中國歷史上一個充斥著戰爭的時代，自魏晉時期開始，異族乘機進犯中原，一直到南北朝時期，先後在中原建立政權。戰爭和民族大遷徙使不同民族和不同地域的文化相互碰撞、交流，傳統服飾的機能性在這一時期得到加強，於美學角度上則是追求「仙風道骨」的飄逸脫俗。異族的湧入，尤其使得這一時期的女子服飾在漢朝服飾的基礎上進行改變。

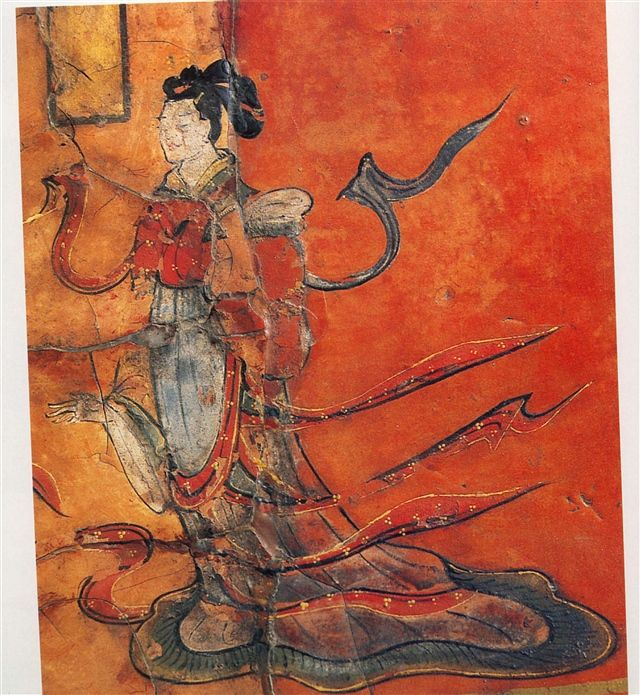
山西大同北魏司馬金龍墓出土木板漆畫《列女古賢圖》中穿雜裾垂髾服的女子。

依照《列女古賢圖》中的雜裾垂髾服重構的現代復原圖。

當時的女子服裝承襲秦漢遺俗，並吸收異域民族服飾風格。一般上身著衫、襖、襦，下身著裙，款式多為上儉下豐，衣身部份緊身合體，袖口寬大，裙為多褶襇裙，裙長曳地，下擺寬鬆，從而達到俊俏瀟灑的效果。配上豐盛的首飾，盡顯奢華糜麗之風。而南朝時期一些風流雅士也已經開始穿著能展現身體曲綫的緊身衣著。
到了北朝時期，女子流行穿裲襠，並常與褲合穿，整個形制與男子一致。此時的女服還有如下穿法：對衿，衿的下角相互交叉，呈小型燕尾狀。此時女子的服飾已開始趨向華麗、瀟灑、飄逸之風尙，這一點可以從雜裙垂髾服明顯看出。此衣雖寬大，但束高腰，這樣在視覺上就延長了下身，予人一種修長輕盈感，巧用肥大與瘦長的對比關係，裙的下擺形成曲綫，再加上披帛的使用和高髻髮式，形成了具有統一且整體感的裝束，使著裝者顯得端莊華貴。

## 形成

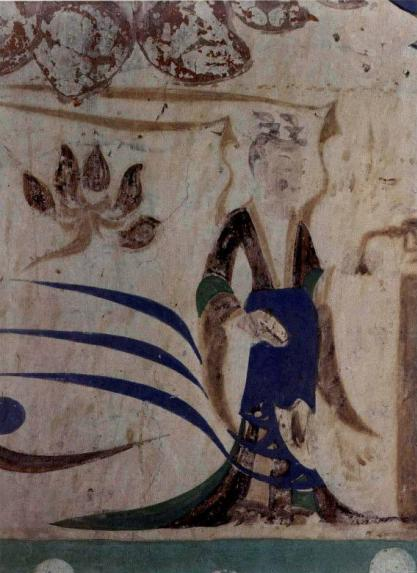
莫高窟壁畫中著雜裾垂髾服的西魏女子。

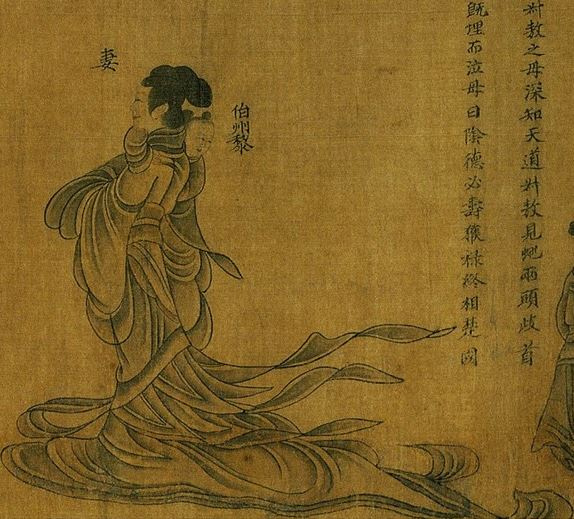
宋朝摹本《列女仁智圖》中著雜裾垂髾的女子。

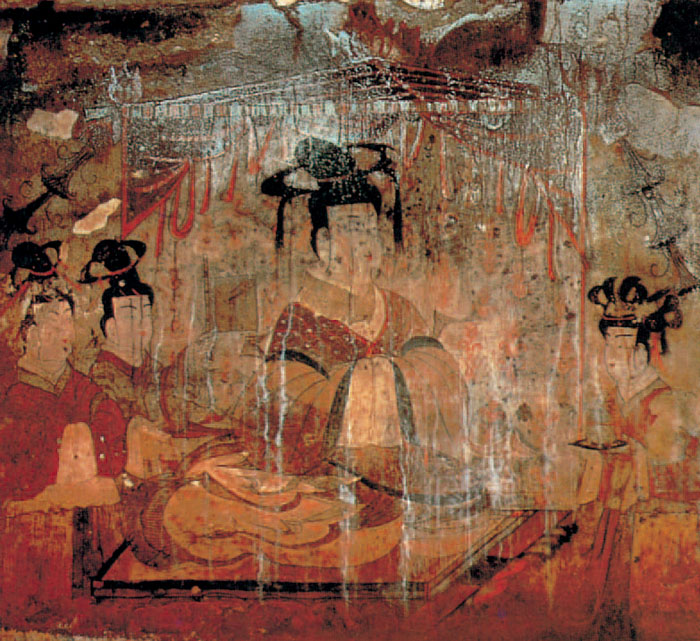
高句麗壁畫中着雜裾垂髾的女子。

「雜裾」之語出自西漢文帝時期枚乘所著的《七發》：「雜裾垂髾，目窕心與」。傳統的深衣，在魏晉時男子已較少服用，女子深衣在下擺部位加襳髾，在衣服下擺施加相連接的三角形裝飾，就稱為「髾」，通常以絲織物製成，其特點是上寬下尖形如三角，並層層相疊。在深衣腰部加圍裳，從圍裳伸出長長的披帛，稱為「襳」。由於披帛拖曳較長，走起路來，衣帶當風，如燕飛舞，故有「華帶飛髾」的美妙形容。到南北朝時，這種服飾又有了變化，去掉了曳地的披帛，而將尖角的「燕尾」加長，使兩者合為一體。南朝宋、齊皇后謁廟穿袿襡大衣。《釋名·釋衣服》載：「婦人上服曰袿襡，其下垂者，上廣下狹，如刀圭。」東漢的經學家鄭玄以為上三代的翟衣就是袿衣的一種。
到了唐朝，雜裾則通常只作為舞蹈服裝出現，絕少見於常服和禮服。唐朝之前的雜裾並非表演類的服裝，由於兩晉南北朝時期的社會狀態比較無常多變，風氣思潮趨向自由開放，導致當時服裝款式繁多，雜裾很有可能是當時社會環境下的產物。根據《女史箴圖》和《列女仁智圖》中所繪圖樣，從東漢末年到魏晉時期有不少人穿這種款式。
這種優美服飾的出現是傳統中原文化與西域文化交流融滙的結果。從其時的敦煌藝術中可看出傳統造型風格的演變。魏晉之時的這種服飾至今被認為是華夏服飾文化中最具典型性的式樣之一。

## 畫廊

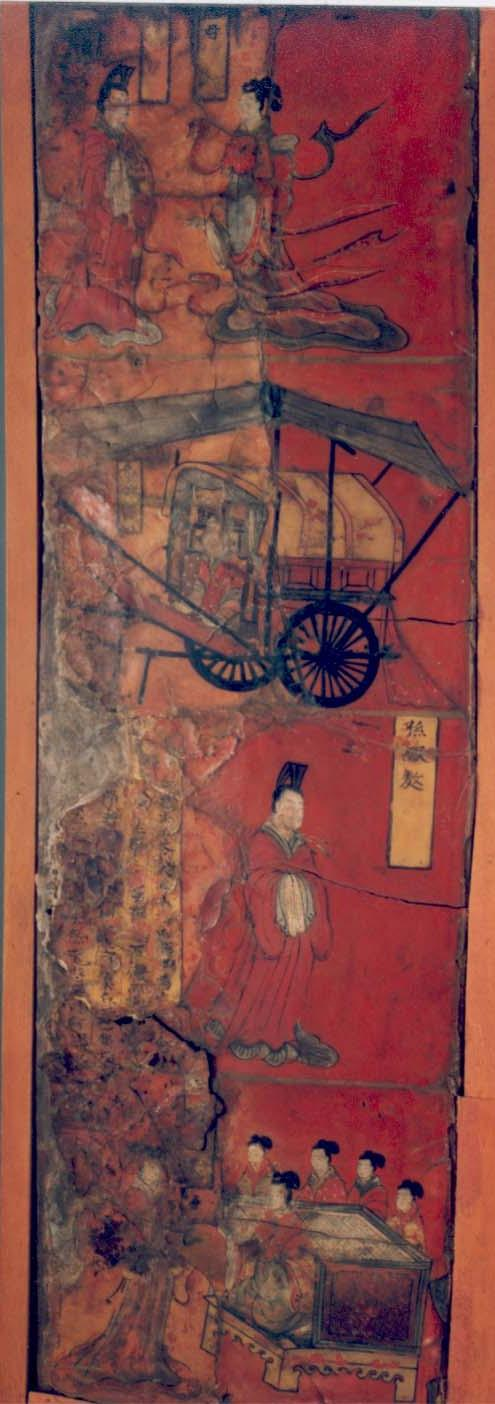
木板漆畫《列女古賢圖》
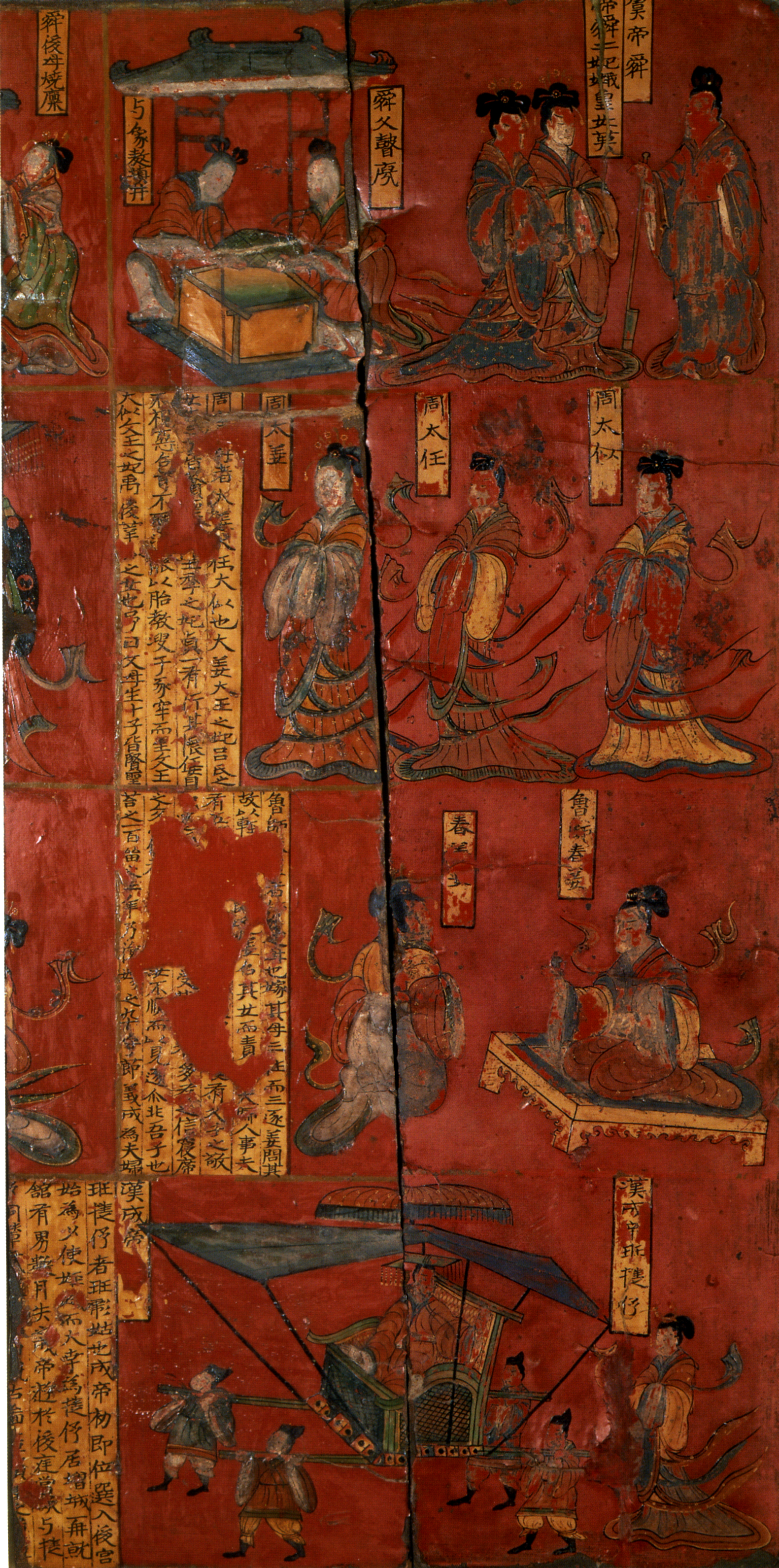
北魏漆屏《列女古賢圖》中的女子皆著雜裾垂髾服
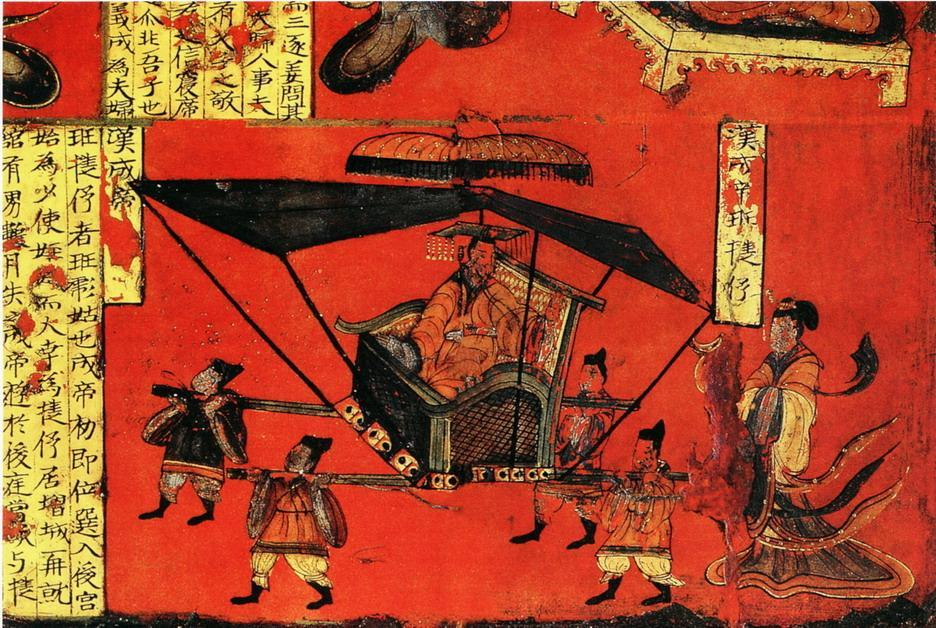
班婕妤與漢成帝，班婕妤著雜裾垂髾服
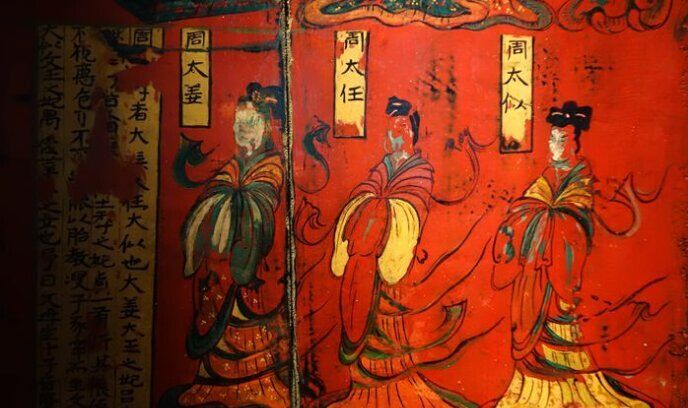
穿著雜裾垂髾服的女子
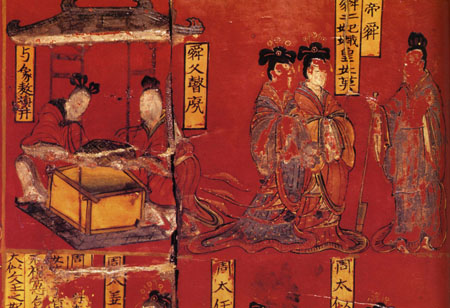
木板漆畫《列女古賢圖》
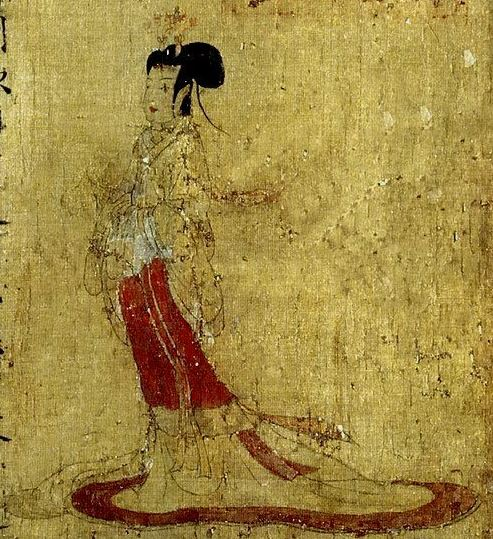
顧愷之《女史箴圖》細部
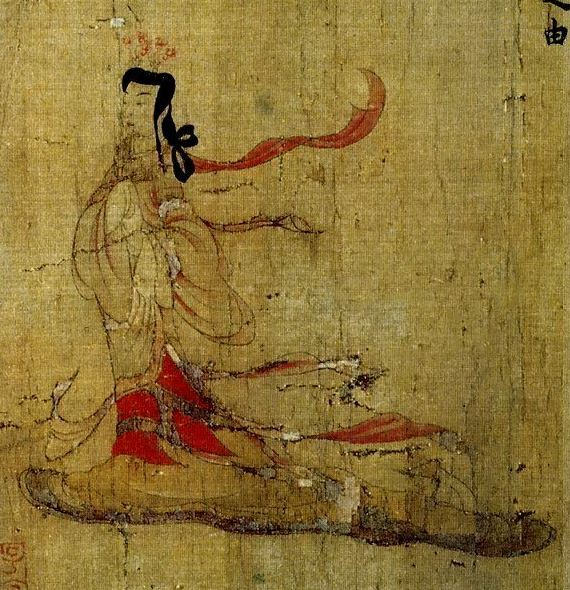
顧愷之《女史箴圖》細部
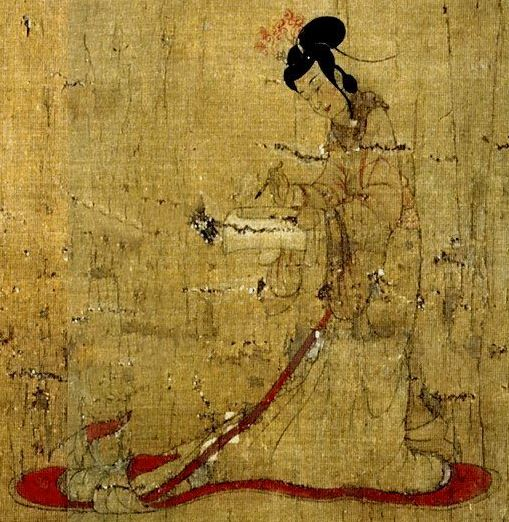
顧愷之《女史箴圖》細部
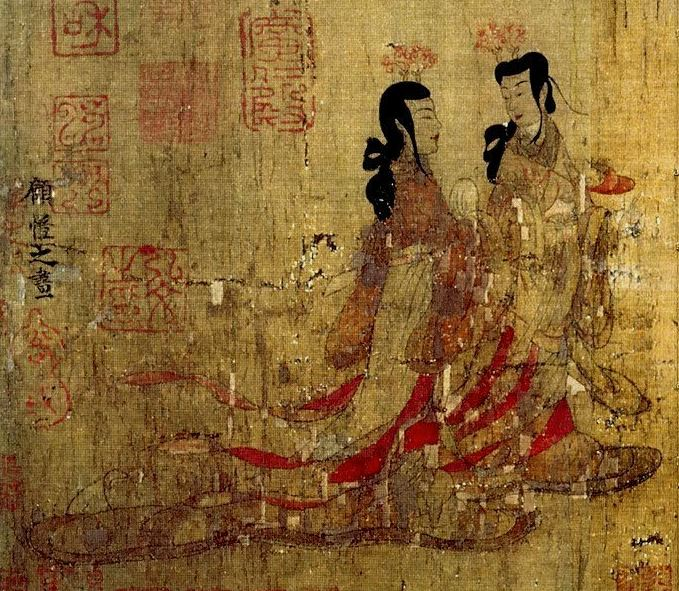
顧愷之《女史箴圖》細部
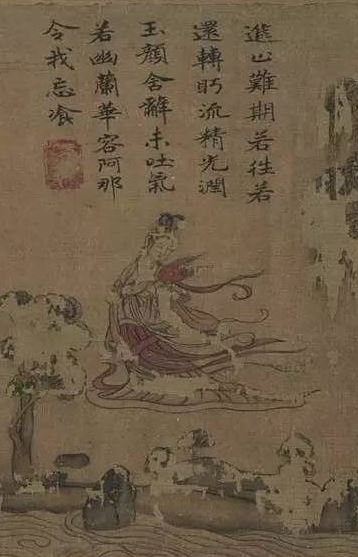
顧愷之《洛神賦圖》細部
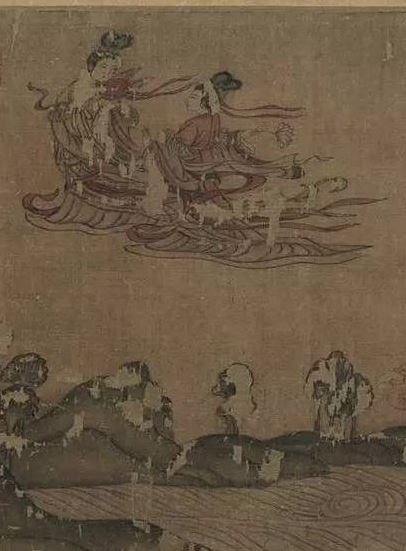
顧愷之《洛神賦圖》細部
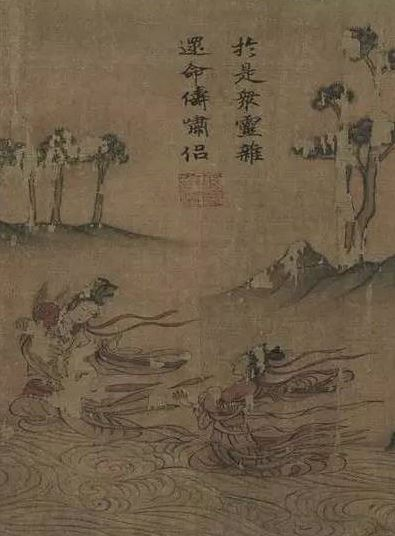
顧愷之《洛神賦圖》細部
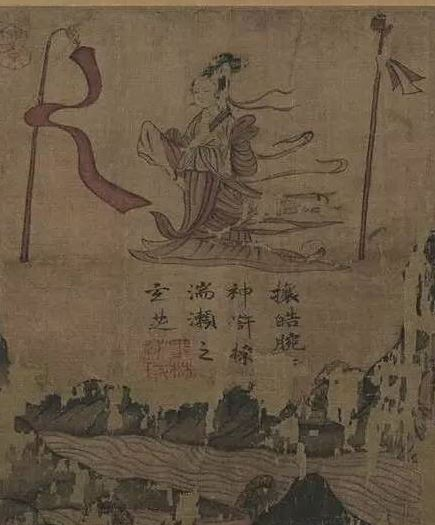
顧愷之《洛神賦圖》細部